# آرفت
آرفت (به آلمانی: Arft) یک شهر در آلمان است که در ماین-کبلنتس واقع شده‌است. آرفت ۲۸۳ نفر جمعیت دارد.